# Jerzy Błażejowski
Jerzy Stanisław Błażejowski (ur. 10 listopada 1945 w Wąbrzeźnie) – polski chemik specjalizujący się w chemii fizycznej, profesor nauk chemicznych, nauczyciel akademicki w Uniwersytecie Gdańskim, przewodniczący Rady Głównej Szkolnictwa Wyższego (2003–2009), prezes Zarządu Głównego Polskiego Towarzystwa Chemicznego (2016–2018) i Gdańskiego Towarzystwa Naukowego (od 2013).

## Życiorys
Ukończył Liceum Ogólnokształcące w Golubiu-Dobrzyniu (1963), a następnie studia na Wydziale Chemicznym Politechniki Gdańskiej (1969). Stopnie doktora (1977) i doktora habilitowanego (1984) nauk chemicznych uzyskał w Uniwersytecie Gdańskim. Tytuł profesora nauk chemicznych otrzymał w 1992 roku. Związał się początkowo z Politechniką Gdańską (1969–1970), a następnie z Uniwersytetem Gdańskim – od 1994 jako profesor zwyczajny, obecnie jako  profesor. Odbył staże naukowe w Uniwersytecie Stanowym Pensylwanii (1979–1981, 1985–1986, 1989). Przez lata zajmował się strukturą i fizykochemią pochodnych akrydyny o znaczeniu biologicznym, właściwościami chemiluminogennymi i zastosowaniami analitycznymi kationów akrydyniowych, właściwościami spektroskopowymi i zastosowaniami flawonoli i diflawonoli, rentgenografią i energetyką sieciową kryształów, laserową fotochemią w podczerwieni, zachowaniem i reaktywnością połączeń chemicznych, kinetyką nieizotermiczną, chemią układów istotnych pod kątem środowiska przyrodniczego oraz zagadnieniami organizacji i zachowania przyrody na gruncie termodynamiki procesów nieodwracalnych. Od 10. lat interesuje się początkami, rozwojem i perspektywami gdańskiego ośrodka uniwersyteckiego. Autor lub współautor 212 prac opublikowanych w czasopismach objętych bazą Web of Science (cytowanych 2010 razy, indeks Hirscha 21), 4 patentów oraz 8 autorskich lub redakcyjnych wydań książkowych. Wygłosił ponad 100 wykładów ma konferencjach oraz w ośrodkach naukowych lub akademickich. Wypromował 21 doktorów.

## Stanowiska i funkcje w Uniwersytecie Gdańskim
- Kierownik Katedry Chemii Fizycznej (1994–2016)
- Przewodniczący Rady Bibliotecznej (1996–2016)
- Dziekan Wydziału Chemii (1991–1996)[4]
- Dyrektor Instytutu Chemii (1987–1991)

## Członkostwa i funkcje poza uczelnią
- Członek Rady Towarzystw Naukowych przy prezydium Polskiej Akademii Nauk (od 2019)[5]
- Prezes (od 2013) i sekretarz generalny (2001–2013) Gdańskiego Towarzystwa Naukowego[6]
- Członek Komitetu Redakcyjnego  czasopisma naukowego „Problemy Ekorozwoju/Problems of Sustainable Development” Europejskiej Akademii Nauki i Sztuki (od 2006)[7]
- Prezes Zarządu Głównego Polskiego Towarzystwa Chemicznego (2016–2018) i członek prezydium Zarządu Głównego (1997–2003)[8]
- Członek Komitetu Chemii Polskiej Akademii Nauk (2016–2018 i 1996–2002)
- Członek Konwentu Rzeczników przy Ministrze Nauki i Szkolnictwa Wyższego (2015–2018)
- Członek Zespołu Odwoławczego przy Ministrze Nauki i Szkolnictwa wyższego (2014–2017)
- Członek Centralnej Komisji do Spraw Stopni i Tytułów (2013–2016)
- Przewodniczący Rady Naukowej Pomorskiego Centrum Badań i Technologii Środowiska (2005–2015)
- Przewodniczący (2003–2009) i członek (1996–2009) Rady Głównej Szkolnictwa Wyższego[9]
- Członek Rady do spraw Edukacji i Badań Naukowych przy Prezydencie RP (2008–2009)
- Prezes Okręgu Wschodnio-Pomorskiego Polskiego Klubu Ekologicznego (2002-2005)
- Członek prezydium (1997–2000) i przewodniczący Komisji Rewizyjnej (2000–2015) Polskiego Towarzystwa Kalorymetrii i Analizy Termicznej

## Ordery i odznaczenia
- Krzyż Kawalerski Orderu Odrodzenia Polski (2014)[10]
- Złoty Krzyż Zasługi (2004)
- Medal Komisji Edukacji Narodowej (1995)
- Złoty Medal Uniwersytetu Gdańskiego „Doctrinae Sapientae Honestati” (2014)[11]
- Złoty Medal Janusza Sokołowskiego – De Chimia Gedanensi Bene Meritus (2015)[12]
- Medal im. Jana Zawidzkiego Polskiego Towarzystwa Chemicznego (2015)[8]
- Medal im. Wojciecha Świętosławskiego Polskiego Towarzystwa Kalorymetrii i Analizy Termicznej (2015)
- Medal Prezydenta Miasta Gdańska (2015)

## Nagrody i wyróżnienia
- Nagrody Ministra (16, w latach: 1982–2009)
- Nagroda Wojewody Gdańskiego w Dziedzinie Nauki i Kultury (1990)
- Tytuł Honorowego Członka Akademii Nauk Wyższych Szkół Ukrainy (2002)
- Nagroda Naukowa Miasta Gdańska im. Jana Heweliusza w kategorii nauk ścisłych i przyrodniczych (2012)[13]
- The 2012 TA Instruments-ICTAC Award[14][15]